# Marie Herzfeld
Marie Herzfeld (auch H. M. Lyhne und Marianne Niederweiden; * 20. März 1855 in Güns, Kaisertum Österreich; † 22. September 1940 in Mining) war eine österreichische Schriftstellerin, Literaturkritikerin und Übersetzerin. Sie nahm aktiv am literarischen und künstlerischen Leben an der Wende des 20. Jahrhunderts teil und stand mit Kollegen wie Marie von Ebner-Eschenbach, Karl Emil Franzos, Rainer Maria Rilke, Gustav Klimt und Hugo von Hofmannsthal in regem Austausch.

## Leben und Werk
Die Tochter eines jüdischen, 1886 katholisch getauften Arztes übersetzte zunächst skandinavische Literatur (Björnstjerne Björnson, Jonas Lie, Arne Garborg, Knut Hamsun und als erste die Gesamtausgabe von Jens Peter Jacobsen). Begleitend erschienen ihre kritischen literarischen Essays zu zeitgenössischen skandinavischen Autoren unter anderem in der Frankfurter Zeitung und der Wiener Literaturzeitung.
Seit Beginn des 20. Jahrhunderts konzentrierte sie sich auf die italienische Renaissance und besonders Leonardo da Vinci, zu dem sie u. a. eine Monographie veröffentlichte, die bis in die zweite Hälfte des 20. Jahrhunderts beachtet wurde.
Herzfeld war zwischen 1901 und 1919 als Vizepräsidentin, später als Ehrenmitglied im Wiener Verein der Schriftstellerinnen und Künstlerinnen tätig und erhielt 1904 den Bauernfeld-Preis.

## Werke (Auswahl)
- Menschen und Bücher. Literarische Studien von Marie Herzfeld. Verlag von Leopold Weiß, Wien 1893 (Digitalisat im Internet Archive).
- Die skandinavische Litteratur und ihre Tendenzen nebst anderen Essays von Marie Herzfeld. Schuster & Loeffler, Berlin und Leipzig 1898 (Digitalisierte Ausgabe der Universitäts- und Landesbibliothek Düsseldorf).
- Jens Peter Jacobsen: Gesammelte Werke. Eugen Diederichs, Florenz und Leipzig 1899, Band 1: Novellen Briefe Gedichte. Aus dem Dänischen von Marie Herzfeld (Digitalisate der Ausgabe von 1899 mit Buchschmuck von Wilhelm Müller-Schönefeld sowie der Ausgabe von 1919 mit Buchschmuck von Heinrich Vogeler im Internet Archive) und Band 3: Niels Lyhne. Aus dem Dänischen von Marie Herzfeld (Digitalisat der Auflage von 1911 mit Buchschmuck von Heinrich Vogeler im Internet Archive).
- Leonardo da Vinci. Der Denker, Forscher und Poet. Nach den veroeffentlichten Handschriften Auswahl, Übersetzung & Einleitung von Marie Herzfeld. Eugen Diederichs, Jena 1904 (Digitalisat der 2., vermehrten Auflage von 1906 im Internet Archive; Einleitung S. I–CLVI).
- Leonardo da Vinci: Traktat von der Malerei. Nach der Übersetzung von Heinrich Ludwig neu herausgegeben und eingeleitet von Marie Herzfeld. Eugen Diederichs, Jena 1909 (Digitalisat im Internet Archive).
- Das Zeitalter der Renaissance (14 Bände, 1910–26; Herausgeberin).
- Goswina von Berlepsch. Ein Gedenkblatt. In: Österreichische Rundschau. Bd. 48 (Juli–Sept. 1916), S. 137–139.

## Forschungsliteratur
- Karen Gallagher: Marie Herzfeld (1855–1940) and European Modernism,  University of California, 2007 (Dissertation), ISBN  978-0-549-36889-2
- Gerd-Hermann Susen (Hrsg.): Wilhelm Bölsche. Briefwechsel mit Autoren der Freien Bühne. Berlin: Weidler Buchverlag 2010 (Briefe und Kommentare), S. 597–601